# Бондаренко, Игорь Михайлович
И́горь Миха́йлович Бондаре́нко (22 октября 1927, Таганрог — 30 января 2014, Таганрог) — советский и российский прозаик и публицист, редактор, издатель.
Участник Великой Отечественной войны, антифашистского Сопротивления в Германии (1943—44 годы). Член СП СССР с 1970 года. Один из создателей Союза российских писателей (делегат учредительного съезда 1991 года), с 1991 по 1997 год руководил его Ростовской областной организацией. Создатель и бессменный руководитель независимого издательства «Мапрекон». Почётный гражданин города Таганрога. Общественный деятель — председатель Правления Таганрогского Чеховского культурного фонда с 2003 по 2010 год.

## Биография
Гарри Михайлович Бондаренко родился в Таганроге 22 октября 1927 года. В этом городе прошло его детство. До ареста отца и матери учился в школе № 10. После ареста мамы перешёл в школу № 6, рядом с домом на Касперовке, куда его забрали родственники.
Отец писателя Михаил Маркович Бондаренко, второй секретарь Таганрогского горкома ВКП(б), был арестован в 1937 году как «враг народа» и расстрелян 19 июня 1938 года в Ростове. Место захоронения неизвестно. 28 декабря 1956 года Военная коллегия Верховного Суда СССР полностью реабилитировала посмертно Михаила Марковича Бондаренко, а городской комитет партии посмертно восстановил его в рядах ВКП(б).
Мать писателя Ксения Тихоновна Бондаренко, домохозяйка, была арестована НКВД в августе 1938 года. Гарри, как сына врага народа, должны были отправить в детский дом. Его спасла двоюродная сестра Аня, 18-летняя девушка, забравшая мальчика к себе. Маму освободили в ноябре того же года, но по Постановлению Особого совещания НКВД СССР как «социально опасный элемент» была взята под гласный надзор сроком на два года. Постановлением Верховного Совета СССР от 16 января 1989 года все обвинения с неё были сняты и она была объявлена жертвой необоснованных политических репрессий 30-х годов.

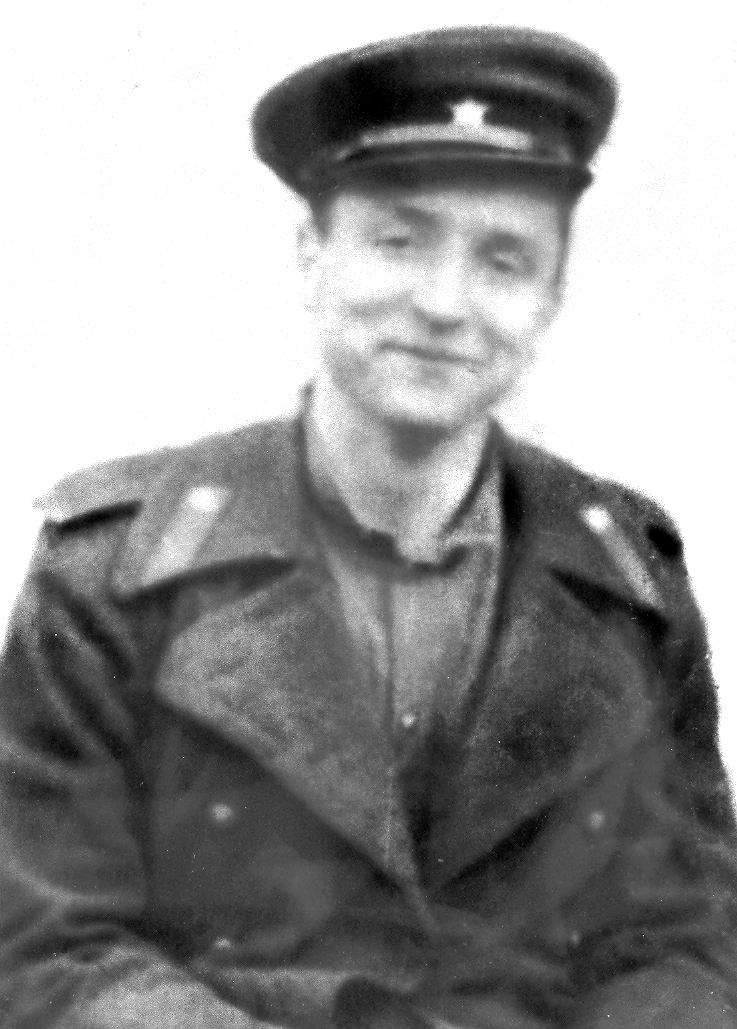
Апрель 1945 года. На Одере. Рядовой полковой разведки Гарри Бондаренко

В 1942 году Гарри Бондаренко был угнан гитлеровцами из оккупированного Таганрога в Германию и находился в концлагере в «Rostock-Marienehe» в городе Росток, при авиазаводе Эрнста Хейнкеля «Мариене». Лагерный номер 47704. Малолетний узник гитлеровских концлагерей. Участник французского антифашистского Движения Сопротивления (1943—1944 годы). В 1945 году Бондаренко бежал из лагеря и добровольно вступил в Красную армию, принимал участие в боях в составе войск Второго Белорусского фронта. Сначала, благодаря знанию немецкого языка, попал в полковую разведку. Заканчивал войну шофёром миномётной батареи. После Победы подразделение, в котором служил Г. М. Бондаренко, было задействовано в ликвидации диверсионных групп «Вервольф», оставленных гитлеровским командованием на территории Мекленбурга и Померании.
Демобилизовавшись в 1951 году, вернулся в Таганрог и сдал экзамены экстерном за курс средней школы (школа № 2 имени А. П. Чехова) и поступил в Ростовский государственный университет на филологический факультет, который окончил с отличием в 1956 году.
После окончания университета работал учителем в посёлке Балыкчи в Киргизии (1956—1958), где преподавал русский язык, литературу, а также организовал курсы автоводителей.
В 1958 году принят литературным сотрудником в редакцию журнала «Дон», в 1962 году назначен ответственным секретарём этого журнала и в этой должности проработал до 1991 года. Член Союза журналистов СССР с 1963 года. Член Союза писателей СССР с 1970 года.
Первые публикации Бондаренко датируются 1947 годом. Позже его книги печатались самыми известными издательствами страны: «Советским писателем», «Современником», «Воениздатом», «Советской Россией» (Москва), «Радянським письменником» (Киев) и другими. Суммарный тираж книг (без учёта изданных за рубежом) — более 2 миллионов экземпляров.
И. М. Бондаренко — автор 34 книг. Произведения писателя переводились на немецкий, венгерский, болгарский язык и языки народов СССР.
Юрий Бондарев о Бондаренко: «Дорогой Игорь Михайлович! Биография Ваша — это не один, а несколько романов. То есть — это история нашего современника, история военного поколения, которое невозвратно».
В 1989 году создал издательский кооператив «Апрель». Кооператив выпустил книгу В. Александрова «Дело Тухачевского», «Записки начальника контрразведки С. М. Устинова (1915—1920 г.)», романы О. Михайлова, Ю. Бондарева, книги сатириков М. Задорнова, Л. Измайлова, М. Мишина, А. Иванова, книгу «Я — Джуна» и другие.

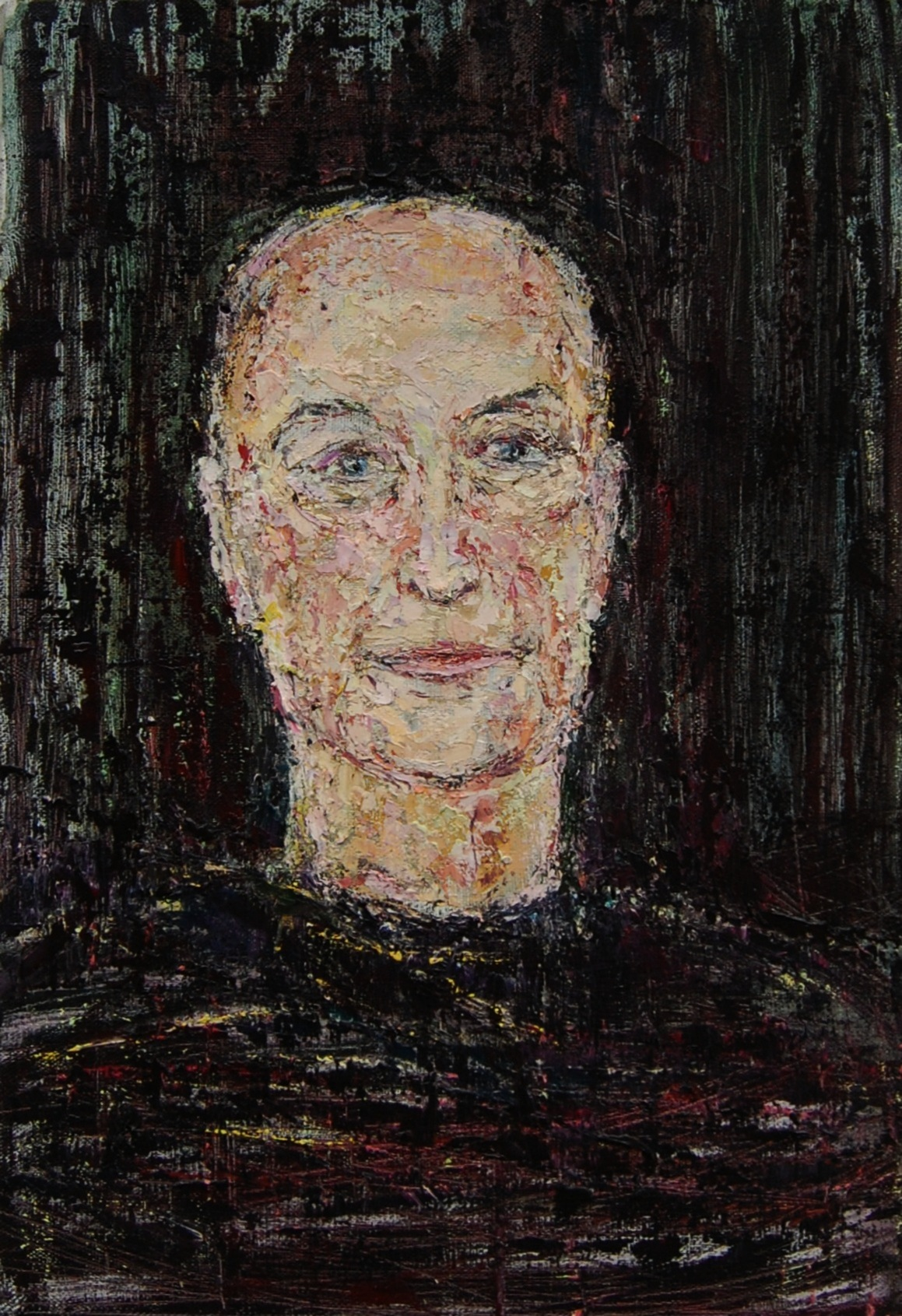
И. М. Бондаренко. Автор Н. Дурицкая, 2009

В 1991 году И. М. Бондаренко создал одно из первых независимых издательств России «Мапрекон», которое за семь лет, с 1991 по 1998 год выпустило более миллиона экземпляров книг русской и зарубежной классики: И. Бунин, А. Куприн, М. Зощенко, О. Уайльд, Д. Дидро, П. Мериме, Э. Золя, Д. Лондон и другие. С 1991 по 1998 год издавал литературно-информационный журнал «Контур».
Игорь Бондаренко в 1991 году был делегатом учредительного съезда Союза российских писателей и являлся создателем Ростовской областной писательской организации (теперь это региональное отделение). Ростовская организация Союза российских писателей существовала в финансовом отношении за счёт издательства «Мапрекон», так как была как бы «незаконно рождённым ребёнком», то есть в бюджете не предусматривалось на её существование никаких средств.
В 1996 году Игорь Бондаренко купил в Таганроге дом и переехал из Ростова-на-Дону на свою малую родину. Дом находился на Канавной улице.
Дефолт 1998 года разорил «МАПРЕКОН».
Ответственный редактор 3-го издания «Энциклопедии Таганрога» (2008).
Почётный гражданин города Таганрога (решение городской думы № 523 от 4 сентября 2007 года).
В 2012 году книга Игоря Бондаренко «Красные пианисты» была запущена в производство московским издательством «Книга по Требованию» по технологии «Print-on-Demand».
В последние годы Игорь Бондаренко работал над кинороманом «Водоворот».
Умер в Таганроге 30 января 2014 года.
Несмотря на завещание развеять свой прах над Таганрогским заливом, Игорь Бондаренко был похоронен на Аллее Славы Николаевского кладбища в Таганроге.

## Награды и почётные звания
- Орден Отечественной войны II степени (06.04.1985[13] № 1167735)
- Медаль «За победу над Германией в Великой Отечественной войне 1941—1945 гг.».
- Медаль «30 лет Советской Армии и Флота».
- Медаль «Двадцать лет Победы в Великой Отечественной войне 1941—1945 гг.»
- Медаль «Тридцать лет Победы в Великой Отечественной войне 1941—1945 гг.»
- Медаль «Сорок лет Победы в Великой Отечественной войне 1941—1945 гг.»
- Медаль «50 лет Победы в Великой Отечественной войне 1941—1945 гг.»
- Медаль «60 лет Победы в Великой Отечественной войне 1941—1945 гг.»
- Медаль «65 лет Победы в Великой Отечественной войне 1941—1945 гг.»
- Медаль «Ветеран труда» (1982)
- Знак «Фронтовик 1941—1945».
- Шолоховская медаль № 22 (24 мая 2005 года)
- Памятная медаль «150-летие А. П. Чехова» (№ 1282-вх)
- Почётный гражданин Таганрога (знак № 35)

## Книги Игоря Бондаренко

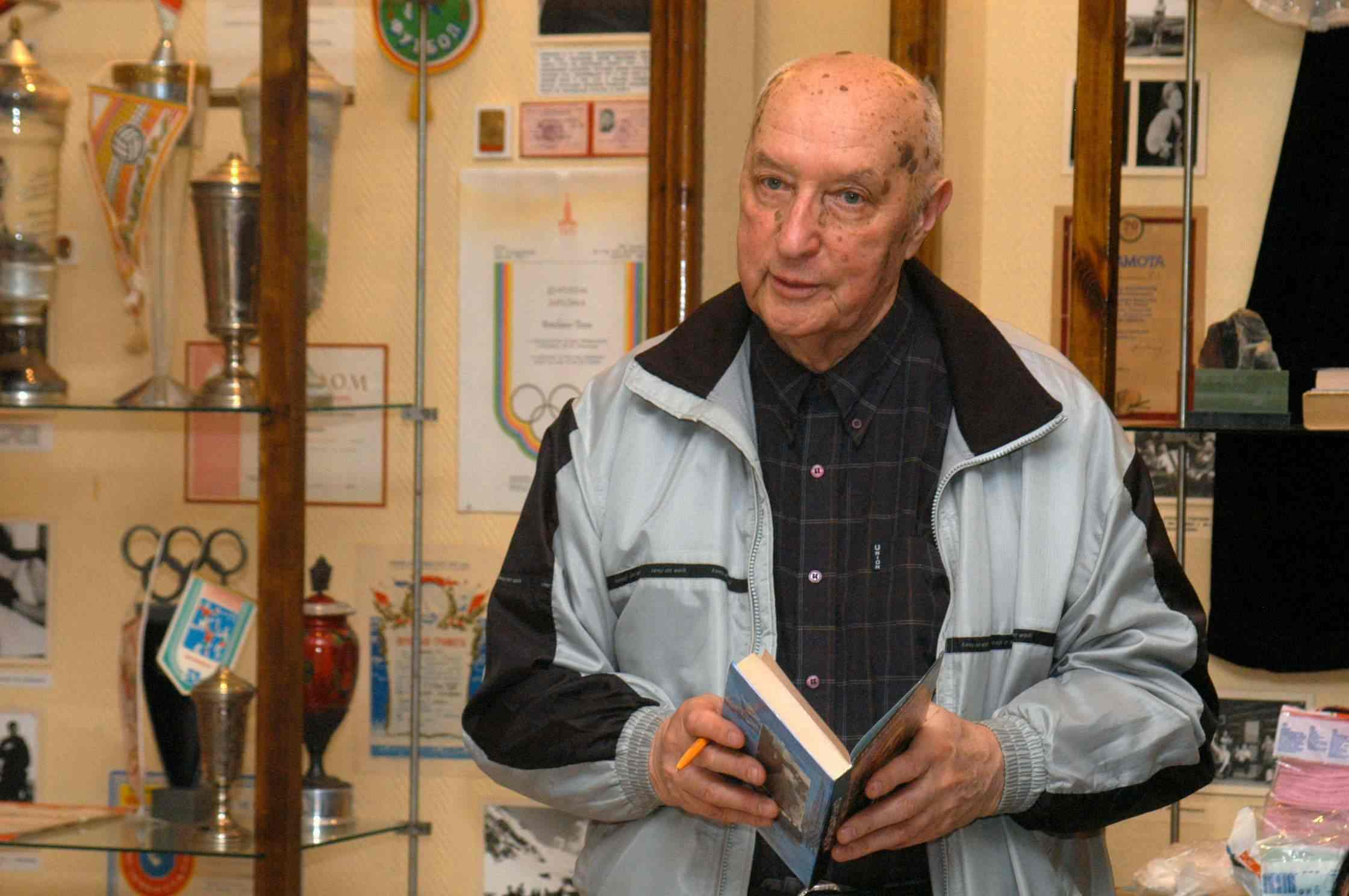
И. М. Бондаренко, Таганрог, 2006 г.

1. Рассказы. — Ростов н/Д: Кн. изд-во, 1964. — 88 с., ил.
2. Кто придёт на «Мариине»: Повесть. — Ростов н/Д: Кн. изд-во, 1967. — 238 с.
3. Алексей и Рита: Рассказы. — Ростов н/Д: Кн. изд-во, 1968. — (ЦДБ им. М. Горького); 1969. — 180 с.
4. Произведения И. М. Бондаренко. Отдельные статьи: Рассказы Ростов н/Д: Кн. изд-во, 1969. — 88 с.
5. Жёлтый круг: Повесть. — Ростов н/Д: Кн. изд-во, 1973. — 192 с.
6. Последний день: Рассказы, очерки. — Ростов н/Д: Кн.изд-во, 1974. — 192с.
7. Берёзовый сок: Рассказы. — Ростов н/Д: Кн. изд-во, 1976. — 286 с.
8. Кто придёт на «Мариине». Жёлтый круг: Повести. — Ростов н/Д: Кн. изд-во, 1977. — 255 с.
9. Жовте Коло: Повесть. — Киев: Радяньский письменник, 1977.
10. Такая долгая жизнь: Роман. Кн. 1. — Ростов н/Д: Кн. изд-во, 1978. — 240 с.
11. Такая долгая жизнь: Роман. Кн. 2. — Ростов н/Д: Кн. изд-во, 1980. — 272 с.
12. Такая долгая жизнь: Роман. — М.: Сов. писатель. — 1980. — 624 с.
13. Такая долгая жизнь: Роман-дилогия. — Ростов н/Д: Кн.изд-во, 1982. — 624 с.
14. Такая долгая жизнь: Роман-дилогия. — Ростов н/Д: Ростиздат, 1984.
15. Кто придёт на «Мариине»: Повести. — М.: Современник, 1984. — 223 с.
16. Им снился зелёный луг: Повесть, рассказы. — Ростов н/Д: Кн. изд-во, 1984. — 288 с.
17. Красная тройка: Роман // Дон. — 1985. — № 5. — С. 50-113; № 6. — С. 41-107.
18. Такая долгая жизнь: Роман. В 2-х кн. Кн. 1. — Ростов н/Д: Кн.изд-во, 1987. — 320 с.; Кн. 2 — 352 с.
19. Astrid: Повесть. — Ростов н/Д: Кн. изд-во, 1989. — 288 с.
20. Astrid. Кто придёт на «Мариине»: Повести. — Ростов н/Д: ПИКА, 1989. — ISBN 5-7509-0110-6.
21. Такая долгая жизнь: Роман-дилогия. — М.: Сов. писатель, 1990. — 624 с. — ISBN 5-265-01055-6.
22. Красные пианисты: Роман, повесть. — М.: Воениздат, 1990. — 366 c. — ISBN 5-203-01019-6.
23. Красные пианисты: Роман-хроника. — М.: Воениздат, 1991.
24. Приговор обжалованию не подлежит: Повесть. — М.: Сов. Россия, 1991. — ISBN 5-268-01058-1.
25. Astrid: Повесть. — М.: Современник, 1991. — ISBN 5-270-01273-1.
26. Красные пианисты; Кто придёт на «Мариине»; Обжалованию не подлежит. — Ростов н/Д: Ред. журн. «Дон», 1991. — 464 с.
27. Astrid: Повесть. — Ростов н/Д: Изд-во бюро пропаганды Союза писателей РСФСР, 1993. — ISBN 5-85450-008-1 (ошибоч.).
28. Красные пианисты: Роман-хроника. — Ростов н/Д: Мапрекон, 1994. — ISBN 5-7509-0263-3.
29. Астрид. Кто придёт на «Мариине». Обжалованию не подлежит. Генерал в отставке: Повести, рассказы. Ростов н/Д: «Мапрекон», 1997. — 416 с. — ISBN 5-8319-0053-3.
30. Избранное. В 3-х томах. — Таганрог: Таганий Рогъ, 2007. — 1020 с. — ISBN 978-5-903458-02-8, ISBN 978-5-903458-05-9.
31. Красные пианисты. Жёлтый круг. / Серия «Особо опасен для рейха». — М.: Вече, 2008. — 412 с. — ISBN 978-5-9533-3559-1.
32. Кто придёт на «Мариине». Астрид. / Серия «Особо опасен для рейха». — М.: Вече, 2009. — 408 с. — ISBN 978-5-9533-3560-7.
33. Кто придёт на «Мариине» / Серия «Военные приключения». — М.: Вече, 2010. — 406 с. — ISBN 978-5-9533-4516-3.
34. Красные пианисты. Жёлтый круг. — М.: ООО «Книга по Требованию», 2012. — 420 с. (издана по технологии «Print-on-Demand»: макет издательства Вече, 2008. — 412 с. — ISBN 978-5-9533-3559-1.).

## Семья
- Бондаренко, Михаил Маркович (1905—1938) — отец, советский государственный и партийный деятель, второй секретарь Таганрогского горкома ВКП(б).
- Бондаренко, Наталья Николаевна (дев. фам. — Сивоконь; 1933—1991) — жена, инженер-механик флота.
- Иванова, Евгения Гарриевна (1961) — дочь, журналистка.
- Константинов, Николай Пантелеевич (1920—1982)— двоюродный брат, советский военачальник, генерал-майор артиллерии[14].

## Память
- В апреле 2015 года по инициативе коллектива Таганрогской городской библиотеки имени Чехова на обсуждение горожан был вынесен вопрос о присвоении одному из филиалов библиотеки (филиал № 7, улица Лизы Чайкиной 43) имени Гарри Михайловича Бондаренко[15]. Таганрожцы поддержали эту инициативу и 21 октября 2015 года филиалу № 7 библиотеки было торжественно присвоено имя писателя[16].